# Бернард, Мария
Мария Бернард-Галеа (англ. Maria Bernard-Galea; род. 6 апреля 1993, Калгари, Альберта) — канадская легкоатлетка, специалистка по бегу на средние и длинные дистанции, кроссу и стипльчезу. Выступает за сборную Канады по лёгкой атлетике с 2011 года, призёрка ряда крупных стартов национального значения, участница летних Олимпийских игр в Рио-де-Жанейро.

## Биография
Мария Бернард родилась 6 апреля 1993 года в Калгари, Альберта.
Занималась лёгкой атлетикой во время учёбы в Университете Британской Колумбии, в составе университетской команды UBC Thunderbirds успешно выступала на различных студенческих соревнованиях, в том числе выигрывала чемпионат NAIA в кроссе, стипльчезе, беге на 5000 метров и эстафете 4 × 800 метров.
Дебютировала на международном уровне в сезоне 2011 года, когда вошла в состав канадской сборной и выступила на чемпионате мира по кроссу в Пунта-Умбрие, где в гонке юниорок заняла 61-е место.
В 2012 году стартовала в беге на 1500 метров на юниорском мировом первенстве в Барселоне.
В 2013 году уже как взрослая спортсмена приняла участие в кроссовом чемпионате мира в Быдгоще, показав на финише 76-й результат.
В 2014 году в беге на 3000 метров с препятствиями выиграла серебряную медаль на домашнем молодёжном первенстве Северной Америки, Центральной Америки и Карибского бассейна в Камлупсе.
Будучи студенткой, в 2015 году представляла Канаду на Всемирной Универсиаде в Кванджу — в зачёте стипльчеза пришла к финишу шестой.
В 2016 году в беге на 3000 метров с препятствиями выиграла серебряную медаль на чемпионате Канады в Эдмонтоне. Выполнив олимпийский квалификационный норматив (9.45.00), удостоилась права защищать честь страны на летних Олимпийских играх в Рио-де-Жанейро — здесь на предварительном квалификационном этапе стипльчеза показала время 9:50.17, чего оказалось недостаточно для выхода в полуфинальную стадию.
В 2017 году взяла бронзу на чемпионате Канады в Оттаве, бежала стипльчез на чемпионате мира в Лондоне, в финал не вышла.
В 2019 году на соревнованиях в Sunset Tour в Азусе установила свой личный рекорд в беге на 3000 метров с препятствиями — 9:36.12, участвовала в чемпионате мира в Дохе.
В 2021 году пыталась пройти отбор на Олимпийские игры в Токио, однако на отборочном олимпийском национальном турнире в Монреале финишировала в стипльчезе лишь четвёртой.
В 2023 году приняла участие в чемпионате мира по кроссу в Батерсте, заняла итоговое 46-е место.